# 陶茂正故居
陶茂正故居，建于1938年，1940年代文物收藏鉴赏家陶茂正天津舊居。地處英租界伦敦道（今和平区成都道36号），一般保护等级历史风貌建筑，现为天津市和平区体育馆街道办事处。

## 建筑
砖木混合结构西式楼房，附亭子間及地下室。建筑面积602平方公尺，清水砖墙外立面，部分墙面罩混水砂石。唐山大地震受损後重建，拆除樓上有顶无墙之开放阳台。

## 内部链接
- 陶湘旧居
- 瑞玮山庄